# Koh-e Baba
Gorovje Baba (paštunsko بابا غر Bâbâ Ǧar; perzijsko کوه بابا Kōh-i Bābā; ali Kūh-e Bābā; Kōh ali Kūh, kar pomeni 'gora', Bābā, kar pomeni 'oče') je zahodni podaljšek Hindukuša in izvor afganistanskih rek Kabul, Arghandab, Helmand, Farah, Hari, Murghab, Balh in Kunduz. Gorsko verigo krona vrh Foladi (ali Šah Fuladi), ki se dviga 5048 m (nekateri stari zemljevidi in slovarji: 5143 m) nad morsko gladino in je južno od Bamijana.
Planota Koh-e Firoz se dlje proti zahodu z blagimi vzponi zlije v Paropamise, ki ji lahko sledimo čez reko Hari do Mašada. Jugozahodno od najvišjih vrhov dolgi ostrogi delijo zgornje pritoke reke Helmand in ločujejo njeno porečje od porečja reke Farah. Ti ostrogi ohranjajo precejšnjo nadmorsko višino, saj so označeni z vrhovi, ki presegajo 3400 m. Širijo se v širokem pasu približno vzporednih verig proti jugozahodu in ohranjajo svojo splošno smer, dokler ne naletijo na puščavo Veliki Registan zahodno od Kandaharja, kjer se končajo v nizu ločenih in zlomljenih antiklinal, katerih strani preplavlja morje vdornega peska. Dolgi, ravni hrbti delijo doline Argandab, Tarnak in Argastan ter obkrožajo pot od Kandaharja do Gaznija.
Visoki nazobčani vrhovi nad prelazom Hadžigak, modro-črni in sijoči, se lesketajo v sončni svetlobi, saj vsebujejo ocenjeno zalogo 2 milijard ton železove rude; najbogatejše nahajališče v Aziji. Zelo strm spust s prelaza Hadžigak (3700 m) s številnimi ovinki vodi do peneče reke Kalu, lokalno znane kot Sauzao ali Zelene vode. Obkrožajo jo topoli in več očarljivih vasic.
Visoko nad cesto na dnu prelaza je rudarsko taborišče in skoraj vsak črn kamen, pobran s ceste v njegovi bližini navduši s svojo težo. Kupi lepo zloženega kamenja, počiščenega s polj naredi vtis na delavnost teh afganistanskih kmetov. Jeseni lahko vidimo tudi gospe, ki pletejo na poljih poleg svojih hiš.
Območje je naseljeno večinoma z etničnimi Hazari, ki jim sledijo Tadžiki in Paštuni. Obstajajo tudi Sajid gospodinjstva. Velik del prebivalstva je močno odvisen od kmetijstva kot glavnega vira dohodka, krompir pa je glavni pridelek.